# François-Marie Picaud

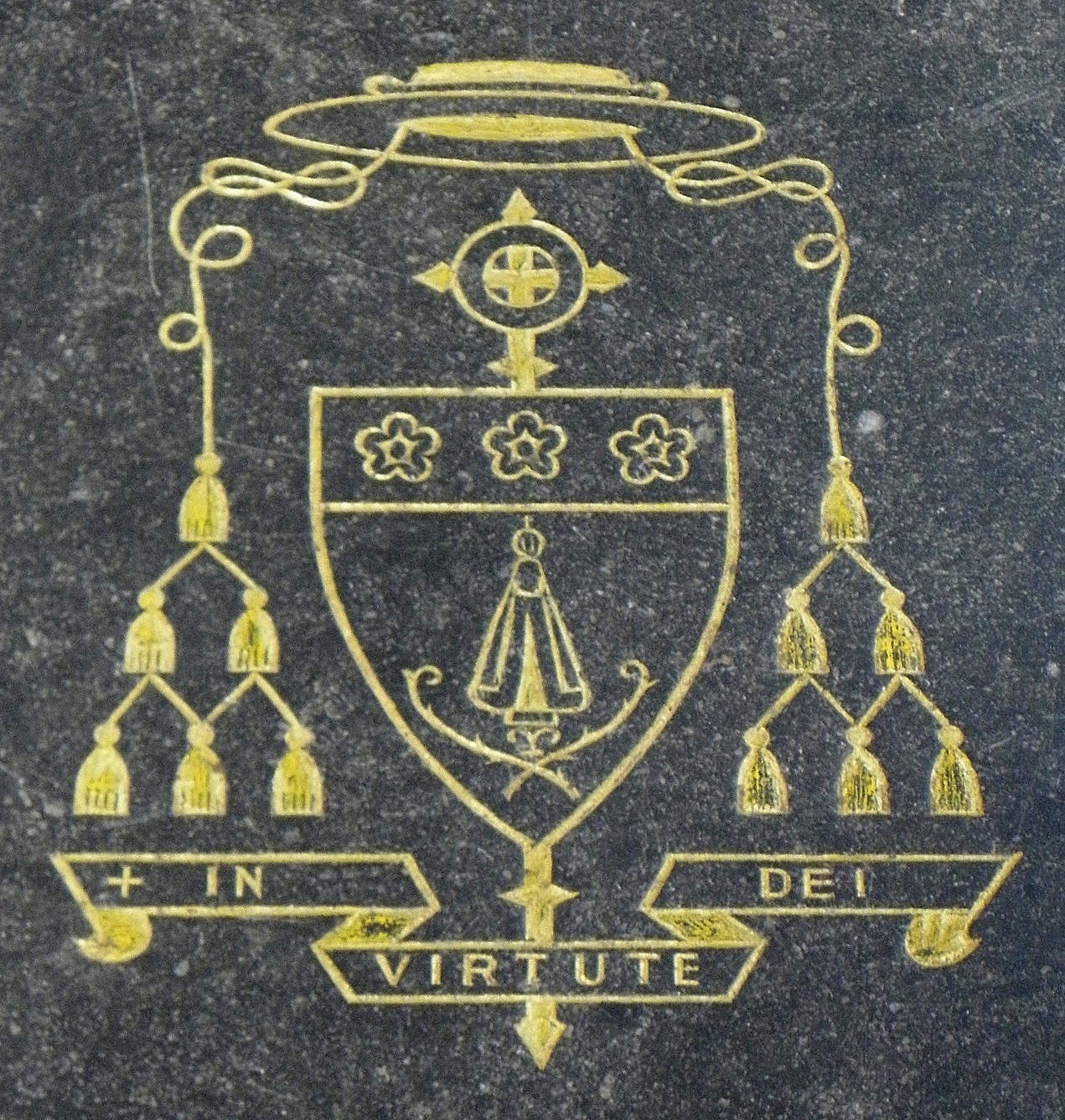
Wappen

François-Marie Picaud (* 31. Januar 1878 in Josselin; † 29. März 1960 in Malestroit) war ein französischer Geistlicher.
Picaud wurde am 20. Dezember 1900 zum Priester geweiht.
Papst Pius XI.ernannte ihn am 15. Mai 1925 zum Titularbischof von  Erythrae und Weihbischof in Vannes. Adolphe Duparc, Bischof von Quimper, spendete ihn am 1. Juli 1925 die Bischofsweihe. Mitkonsekratoren waren Eugène-Stanislas Le Senne, Bischof von Beauvais, und Louis Le Hunsec CSSp, Apostolischer Vikar von Senegambia. Papst Pius XI. ernannte ihn am 12. September 1931 zum Bischof von Bayeux. Seinen Rücktritt nahm Papst Pius XII. am 5. August 1954 an und ernannte ihn zum Titularbischof von Alba Maritima. Sein Wahlspruch war In virtute Dei, In der Kraft Gottes.